# Ingemar Wahlberg
Karl Ingemar Wahlberg, född 21 september 1948 i Sundsvalls församling i Västernorrlands län, är en svensk ämbetsman.

## Biografi
Wahlberg avlade socionomexamen som förvaltningssocionom vid Stockholms universitet 1972 och anställdes vid Underrättelseavdelningen i Försvarsstaben 1973. Han var departementssekreterare vid Försvarsdepartementet och Finansdepartementet 1979–1985, varefter han var departementsråd vid Försvarsdepartementet och Finansdepartementet 1985–1994. Åren 1994–2013 var Wahlberg kanslichef i Försvarsutskottet i riksdagen.
Ingemar Wahlberg invaldes 1998 som ledamot av Kungliga Krigsvetenskapsakademien.